# Murphy Jensen

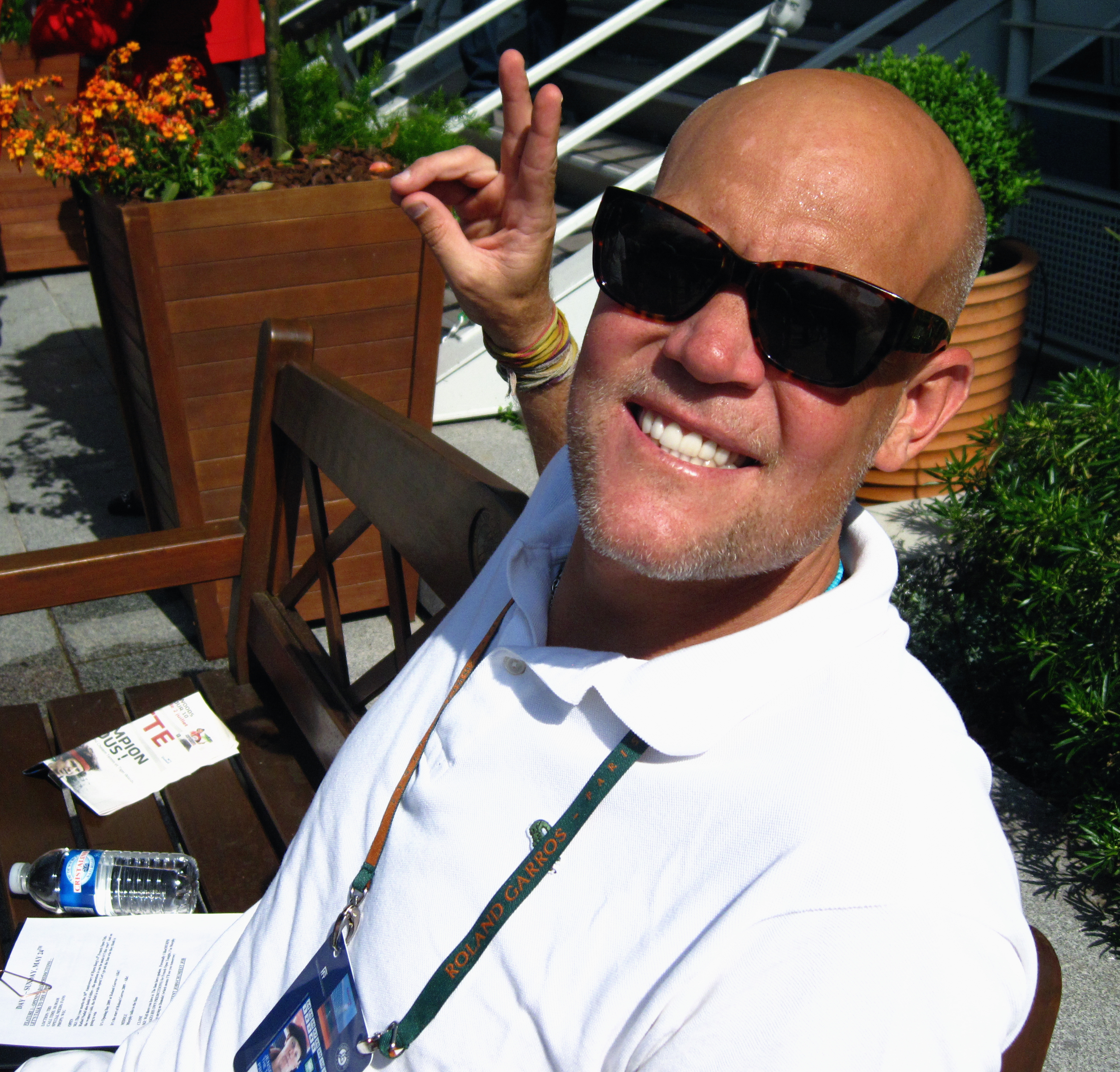

Murphy Jensen (n. 30 de octubre de 1968 en Ludington, Míchigan) es un exjugador de tenis de los Estados Unidos que conquistó 4 títulos de dobles en su carrera, incluyendo uno de Grand Slam. Es el hermano menor de Luke Jensen.

## Finales de Grand Slam

### Campeón Dobles (1)
| Año  | Torneo        | Pareja      | Oponentes en la final              | Resultado      |
| 1993 | Roland Garros | Luke Jensen | Marc-Kevin Goellner David Prinosil | 6-4 6-7(4) 6-4 |